# Facundo Silvera (calciatore 1997)
Facundo Silvera Paz (Montevideo, 20 gennaio 1997) è un calciatore uruguaiano, difensore del Progreso.

## Caratteristiche tecniche
È un terzino sinistro.

## Carriera
Cresciuto nel settore giovanile del River Plate (M), ha esordito in prima squadra il 28 maggio 2017 in occasione del match di campionato perso 2-1 contro il Nacional.